# Rat Scabies
Christopher Millar, más conocido como Rat Scabies (Kingston upon Thames, Surrey, 30 de julio de 1955), es un músico inglés reconocido por ser uno de los fundadores de la banda de rock The Damned.
Fue baterista de Rot y London SS antes de fundar The Damned junto con Brian James, Dave Vanian y Captain Sensible. En 1995, varios desacuerdos sobre el lanzamiento del álbum Not of This Earth le causaron problemas con Vanian, y dejó el grupo. Tras su separación Vanian y Sensible, quien se había separado del grupo en 1985, se reunieron para formar una nueva alineación de The Damned sin él, quien hasta ahora está separado del grupo.
Actualmente, Scabies vive con su esposa Viv y sus tres hijos en Brentford.
- Datos: Q2527738